# 박인돈

## 생애
박인돈은 대한민국의 소방공무원으로, 강원도소방본부 특수구조단 제1항공대에서 헬기 조종사로 복무하였다. 그는 1964년 7월 25일 인천광역시에서 태어났으며, 2009년 11월 10일 특채로 소방공무원에 임용되었다.
그는 조종사로서 다양한 항공 구조·구급 임무에 참여하였으며, 동료들 사이에서는 침착하고 헌신적인 베테랑 조종사로 신뢰를 받았다. 2014년 7월 14일부터 세월호 실종자 수색 지원을 위해 진도 인근 해역에 출동하였고, 7월 17일 오전 복귀하던 중 광주광역시 광산구 장덕동 부근에서 헬기 추락 사고로 순직하였다.
사고 당시 박인돈이 탑승한 유로콥터 AS365N3 기종의 헬기는 기상 악화로 수색이 중단된 상태였으며, 복귀 중 광주 도심의 아파트 단지 인근에 추락하여 탑승자 5명 전원이 사망하였다. 그는 순직 후 1계급 특진되어 소방경으로 추서되었으며, 국립대전현충원 소방관 묘역에 안장되었다.
강원도청에서 열린 합동 영결식에는 유족과 동료 소방관 수백 명이 참석하였고, 그의 헌신은 공식적으로 기려졌다. 유족들은 낡은 장비와 열악한 처우로 인해 발생한 참사라고 주장하며, 소방공무원의 국가직 전환과 항공장비 현대화를 강력히 촉구하였다.